# 活死人之夜
《活死人之夜》是1968年由喬治·安德魯·羅梅羅所執導一部屬於黑白恐怖殭屍片的獨立電影。在先前劇本草稿題目命名為《魔鬼掠動》（Monster Flick），但製作期間則以《阿努比斯之夜》與《食肉者之夜》的名稱更為人熟知。本片分別由杜安·瓊斯與朱迪斯·奧迪演出「本」（Ben）與「芭芭拉」（Barbra）兩位主角。電影主要情節是關於神秘的殭屍復活，以及班、芭芭拉與其他五個人被困在賓州一處農莊時，努力求生的過程。
導演雷美奧以11萬4千美金的低成本製作本片，但十多年後本片於戲院重新上映時，卻獲得全美約1200萬美金的票房收入，全球票房估計約有3000萬美金。《活死人之夜》在當時因其過於寫實的內容而受到強烈批評，但是過了三十年後美國國會圖書館以「具歷史、文化意義或充滿美學的重要性」之理由，將本片和其他電影一同列入美國國家電影名冊（National Film Registry）。
本片對於美國越戰時期的文化造成極大衝擊，並且內含對1960年代晚期美國社會現象全面的諷刺與批判，一位歷史學家就曾說本片在許多層面都「具有破壞性」。雖然《活死人之夜》並不是第一部殭屍電影，但卻影響其後不計其數的同質性影片，為殭屍流行文化的定義帶來極大影響。本片也是由雷美奧執導的六部《活死人》系列電影中的第一部，且被重新拍攝過兩次（分別是在1990年與2006年）。

## 劇情
總是吵吵鬧鬧的親兄妹─強尼（Johnny）（羅素·斯坦纳飾）與芭芭拉（Barbara）開車來到位於賓州的一處公墓，準備在他們父親的墳前獻上花圈表達紀念。強尼對妹妹害怕墓園一事嘲笑不已，並嬉鬧的說：「芭芭拉，他們要來抓你囉。」此時一位臉色蒼白的男子（比爾·辛茨飾演）蹣跚而行至兩人跟前，這個男子突然抓住芭芭拉。強尼趕緊要救回妹妹，但是和男子搏鬥時卻不慎跌倒並率死在地上的石碑上。芭芭拉趁此時趕緊逃到車子裡，並把車開到一棵大樹旁，接著她棄車後逃到鄰近的農舍躲了起來。但很快的她發現，有很多和那男子一樣的人在外頭聚集著，而當芭芭拉巡視完這間空屋之後，在樓梯間卻發現了屍骨不全的可怕殘骸。

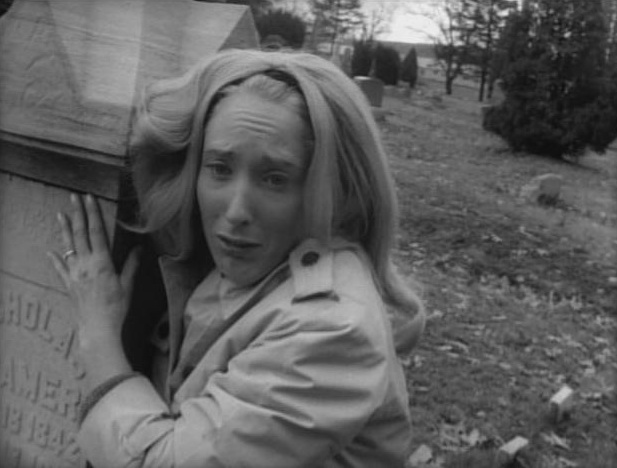
Barbra (朱迪斯·奧迪飾演) 芭芭拉從公墓逃出

在一陣驚慌且嘗試過要逃出屋子後，駕著小貨車來到此地的班找到了芭芭拉，他用輪胎鋼圈攻擊那些不明物體。班在芭芭拉開始歇斯底里時，用拆下的家具和木材把門窗堵起來。芭芭拉此時無力的躺在客廳椅子上，而班則找到一把來福槍與一台收音機。
這兩人當時沒有意識到其他人正躲在地下室，包含哈利（Harry）與海倫庫伯（Helen Cooper）（由卡爾·哈得曼和瑪麗蓮·伊士曼飾）、他們的女兒凱倫（凱拉·雄恩飾演）以及年輕的戀人湯姆（基斯·韋恩飾）與茱蒂（茱迪·雷利飾演）。在稍早凱倫曾被怪物咬了一口，所以變的很不舒服。哈利則希望大夥待在地下室來保護自己，但班卻持反對意見，他認為這樣反而會被困在此地無法逃出。大家各持己見，各懷私心地利用屋裡的資源來抵抗外頭的怪物。
收音機裡的報導解釋說，有種傳染病正在橫掃美國西岸，並造成大規模的災變。稍後班從樓上發現的電視中收到由緊急廣播系統發佈的消息，知道受感染者會噬咬、吞食人類肉體。在隨後報導中則獲悉這些喪屍是近來受感染過世後復活的死者。包含科學家與軍官在內的專家們，都無法確定復活的原因為何，但有位科學家相當肯定這是由一個在地球大氣層的金星探測器的輻射所造成的結果。在最後報導中則提到唯一可殺死喪屍的方式，就是用槍射擊或以冷兵器摧毀其大腦，也提到武裝的民兵正在鄉間巡邏並努力恢復各地的秩序。

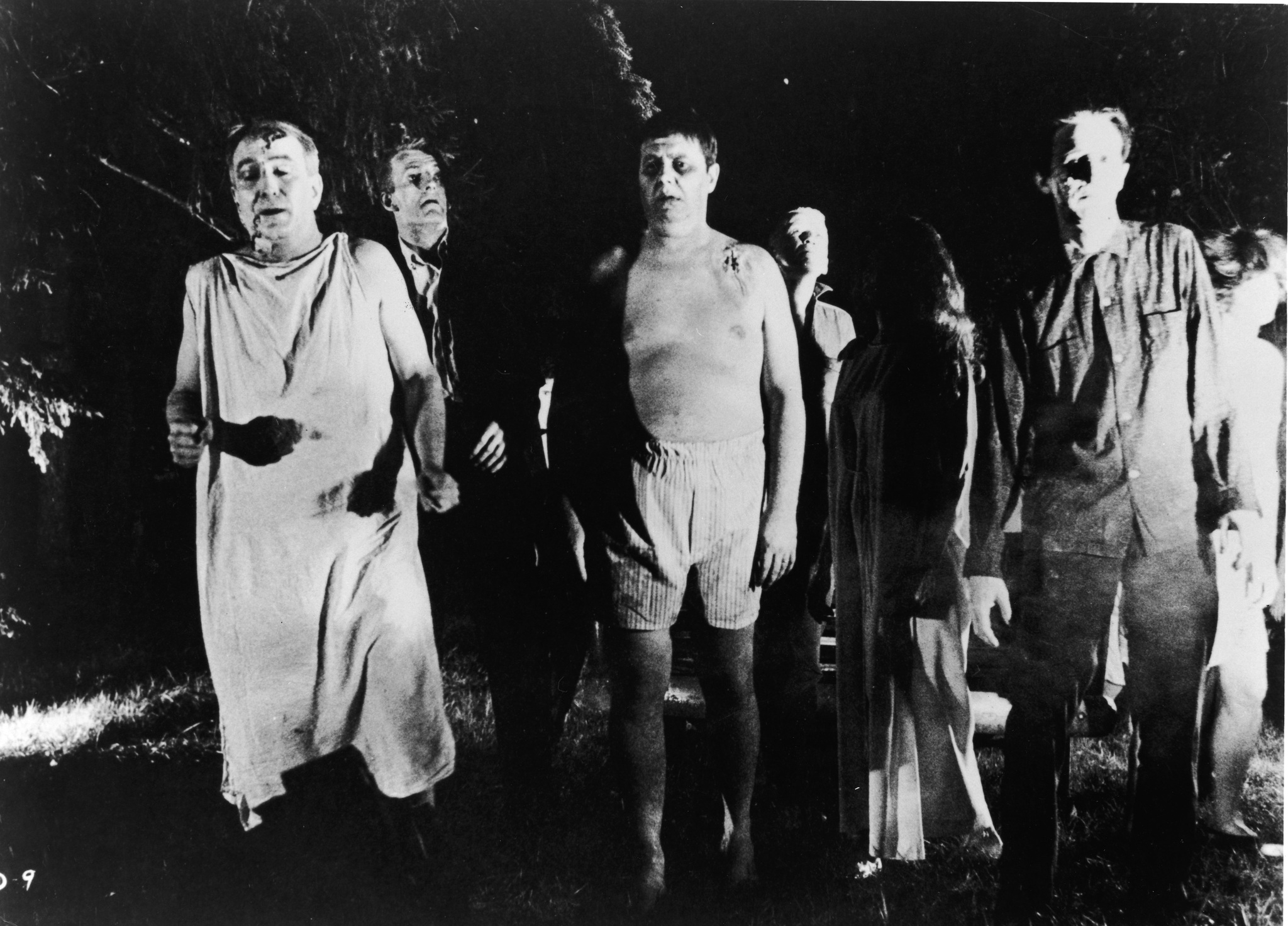
喪屍

班想出一個計畫，就是利用卡車逃出此地，但前提是得先加滿這台車的燃料。他帶著來福槍與火把，在湯姆與茱蒂的協助下離開了屋子，但是當他們抵達靠近屋子的燃油泵（gas pump）時，帶著火把的湯姆卻不慎點燃汽油，從草地燃燒起的火勢很快的就蔓延到卡車，並且在湯姆與茱蒂還在車內時就發生爆炸。此時逃回房子的班卻發現自己被哈利鎖在外頭，他把門踢開後揍了哈利好幾拳。當喪屍們正準備從門窗闖進屋子時，有些喪屍則開始吞食湯姆與茱蒂燒焦的身體。班正打算要擊退喪屍，但他的來福槍卻不巧的掉落。哈利盯著掉落的來福槍，然後把槍頭對準了班，但班卻將槍枝搶了回來且對他開槍，因此哈利墜入地下室後死去。
不久之後，海倫發現她的女兒凱倫已經變成了喪屍，正在啃食著自己父親的屍體。凱倫稍後用水泥鏟子殺死了母親。接著，活死人終於衝進房子裡，而芭芭拉驚訝的發現哥哥強尼也在喪屍的行列中，因此降低了防備，卻也因此被一群喪屍給拖走。班再度撤退到地下室，接著鎖上身後的門（諷刺的是，這個原先哈利所堅持的計畫，在之前一直被班反對），且開槍射向復活的哈利與海倫。
到了早晨，防衛隊抵達了這間房子，並開始清除剩下的喪屍。聽到騷動的班也緩慢的步出地下室來到客廳，卻被一位誤認為他是喪屍的防衛人員射殺，他的屍體被人們從房子裡拖出後，最後與喪屍群合葬。

## 製作
導演佐治·安德魯·羅美路在就讀位於賓州匹茲堡的卡內基梅隆大學時，已經開始從事電影事業。1960年代，他替「潛影公司」（The Latent Image）執導與製作過多部電視廣告與影片。（「潛影」是他與友人約翰·羅素以及羅素·斯坦纳共同創立的公司）在這段期間，這三個人開始對拍廣告感到厭倦，並且想要拍攝恐怖電影。根據雷美奧的說法，他們要讓電影界對於「異於常態的怪事」產生渴望。雷美奧與斯特雷納因此開始接觸匹茲堡電影公司「哈得曼集團」（Hardman Associates）的總裁與副總裁，也就是備受電影界尊崇的卡爾·哈得曼與瑪麗蓮·伊士曼兩人，並極力推銷自己對於這部尚未命名的恐怖電影的想法。在雷美奧的理念下，由「潛影」的三位成員，加上哈得曼與伊士曼所組成的製片公司「Image Ten」就此成立。新公司募得了進11萬4千元美金的製片預算。

用Bosco巧克力糖浆塗在身上造成一種血淋淋的特技效果。

如此低成本的預算多半只能用在後製的部分，根據哈得曼的說法：「我們知道自己無法募得足夠資金，來拍攝我們醞釀成形的經典恐怖片。因此最好的處理方式就是把演員們放在可控制的位置上，然後把那些恐怖的事物帶到這些點上。」電影在賓州埃文斯城近郊拍攝，此地是距離匹茲堡北方約三十哩，一處位於巴特勒县的農村地帶。開場的連續鏡頭是在當地富蘭克林路上的伊凡市公墓拍攝的，位置是這座城市的南邊。室內場景（樓上的部分）是在市中心一處空屋內拍攝（此處稍後成為當地知名的內科醫生的辦公室。這房子至今仍矗立在南華盛頓街，在當地則稱為馬爾斯-伊凡市路），這條街亦貫穿南傑克森與菲朋（Van Buren）這兩條街道。戶外與地下室的場景是則是在伊凡市的東北方拍攝，此處靠近一座公園。（但這戶房屋已被拆除）
本片特效設計因預算有限所以非常陽春，例如在「血」的效果呈現上，是運用「Bosco Chocolate Syrup」這個牌子的巧克力糖漿，噴灑在演員的身上。造型方面，取材自二手衣與殯葬業者使用的石蠟來打造喪屍的裝扮。瑪麗蓮·伊士曼負責監督特效、戲服與化妝的工作。
電影拍攝期間為1967年6月到12月，當時片名是《阿努比斯之夜》（Night of Anubis），在稍後曾改為《嗜肉者之夜》（Night of the Flesh Eaters）。因為預算太少，使得雷美奧得採用35釐米的黑白底片來拍攝。但是正是因為這個決定，使得本片在殺青後仍能維持收支平衡。身為電影歷史專家的約瑟夫·麥德瑞形容本片是：「游擊式的拍攝方式。」且類似「戰爭時也毫不畏縮的新聞報導。」麥德瑞也加註說明：「和實驗電影相比，本片更像是部紀錄失去穩定狀態社會的紀錄片。」 
「Image Ten」成員也參與電影拍攝與剪輯工作，並在《電影雜誌》（camera magazine）現身。同時也分擔燈光設計、道具製造、錄音與編輯工作。作品的劇照是由卡爾·哈得曼拍攝與印製，他在一次訪談中指出：「許多成員在我進行攝影工作時變成一條生產線，為的是要在暗房裡進行沖洗與暴乾底片的工作。根據我的記憶，為本片我拍了超過1,250幅的相片。」
在完成電影後製工作時，「Image Ten」發現若完全保留本片那些陰森的場景，就很難讓發行片商感到安心。哥倫比亞影業與美国国际影业，在提出舒緩本片風格與重新拍攝最後場景的要求被製作單位拒絕後，也駁回發行的請求。雷美奧承認：「我們沒有任何人要幹這件事，我們無法想像本片有個快樂的結局。人人都想要好萊塢式的結局，但我們要堅持自己的立場。」設於曼哈頓的「華特理德公司」（Walter Reade Organization）」則同意不需審查就上映本片，但是把片名從《嗜肉者之夜》改成了《活死人之夜》，因之前為已經有一部型態類似的電影《食肉殭屍》（The Flesh Eaters）取了相似的名稱。

### 編劇
以恐怖喜劇為目標，約翰·羅素與佐治·安德魯·羅美路以《野獸電影》為名共同編寫本劇。早期劇本草稿是關於英勇的外星人青少年拜訪地球，並且與人類青少年變成朋友的內容。第二版的劇本則是描寫一個逃家的年輕男子，在草地上發現了被外星人當成食物、四散且正在腐爛中的人類屍體。在最終的草稿中，主要是由雷美奧在1967年花了三天時間所寫成的版本。故事主軸則是集中在復活的人類屍體上，雷美奧說這些屍體是食屍鬼（ghouls），這些怪物會大肆的食用人類肉體藉以生存。在1997年雷美奧接受BBC的節目《Forbidden Weekend》訪問時，雷美奧解釋說本片劇本會發展成三段短篇故事。第一部份成為《活死人之夜》，續篇則是1978年的影片《活人生吃》（Dawn of the Dead）。1985年的《生人末日》（Day of the Dead）則是取材自前兩個主要影片的片段。
雷美奧的靈感源于李察·麥森在1954年的恐怖科幻小说《我是传奇》，這部作品描述了未來世界的洛杉磯（1970年），由于瘟疫传播，人类幾乎滅絕。在小說中，死者不但可以復活，還掠奪了那些未受感染的人們。麥森這本作品被改編成的電影版本分別是1964年的《地球最後的人》與1971年的《最后一人》。麥森對於雷美奧的詮釋方式並不特別欣賞，在訪問中他談到：「那是......有點老套的。」
羅素與雷美奧一邊拍攝一邊修改劇本，哈德曼則將調整的權力交給了男主角杜安·瓊斯（Duane Jones，飾演班）─「在完成的劇本中，班這個角色單純只是個卡車司機，他的對白是那種下階層且沒受過教育的人所說的。不過，杜安是個受過良好教育的男士......[而他]直接拒絕演出原劇本裡的那種角色。在我的回憶中，我相信杜安個人提升了他的台詞層次，也就反映了他認為這個角色，也該能代表他本人的想法。」在地下室的場景中，海倫與哈利的對話則是由伊士曼修改的。
根據女主角茱迪·歐迪爾（Judith O'Dea）的說法，許多台詞是即興演出的。她告訴訪問者：「我不知道這裡是否真有個能確切執行的劇本，我們得先察看有哪些基本架構已經完成，然後以由我們每個人感受到 應該 採取的方式來執行。」"歐迪爾舉了一個例子，是關於芭芭拉與班的對話：
在班拆了桌子擋住入口時，我在沙發上開始和他說強尼遭遇的那個連續鏡頭中……那都是即興發揮的。這是我們得跨越的……才能交代我和強尼在車上以及我被攻擊的那些事。這些……全都是即興的，而我們只拍了一次。我們當時擔心是否能正確的表達，但很幸運的他們用了那些內容。

### 選角
預算不足限制了「Image Ten」雇用知名演員參與演出的可能性，本劇演出陣容是由匹茲堡的舞台劇演員、「Image Ten」的成員以及與雷美奧熟識的友人所組成的，有許多參與本片的人員都因此而進入電影業。

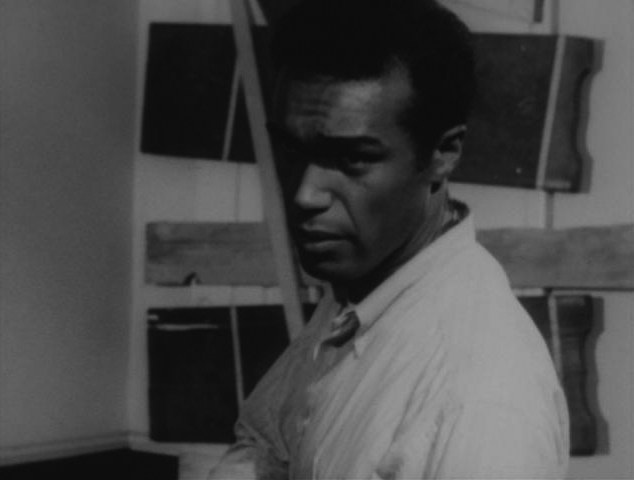
Duane Jones 飾演班

#### 男主角
演出男主角班的演員杜安·瓊斯原是默默無聞的非裔美國人舞台劇演員，根據當時某位影評人的說法，他所詮釋的班是個「相對來說冷靜又機智的黑人」。讓杜安演出這個角色其實潛藏了許多爭議，因為在二十世紀中讓黑人演出白人電影的主角是不尋常的事。在許多評論家認為雷美奧做這個決定其實是有特殊意義的同時，另一方面雷美奧卻表示啟用杜安：「純粹是因為他在試鏡時表現最好。」 杜安在演出《活死人之夜》之後到1988年過世的期間，他也參與演出了1973年的《Ganja and Hess》、1986年的《吸血鬼》（Vampires）、1988年的《Negatives》與1989年的《To Die For》。儘管演出過其他電影角色，但杜安 仍擔心人們只將他視為班。

#### 女主角
「Image Ten」選擇了23歲的廣告及舞台劇演員茱迪·歐迪爾（Judith O'Dea）演出女主角芭芭拉的角色。由哈得曼與伊士曼聯繫了這位曾在匹茲堡與他們共事過的演員，請她來參加試鏡選角。歐迪爾當時在好萊塢尋求能演出突破性角色的機會。在一次專訪中，她談到參與這部電影演出是很正面的經驗，雖然她也承認恐怖電影讓她感到害怕，尤其是1953年文森普萊斯（Vincent Price）的恐怖蠟像館。除了演戲，歐迪爾也親自演出那些被她笑做是「跑了又跑」的驚險動作。在評論《活死人之夜》時她說到：「老實說，我完全沒想到這部片子會在我們的文化裡，有如此深遠的衝擊和影響。」她也因本片帶來的名聲感到訝異：「人們對你完全不同了，原本我是無趣的茱迪·歐迪爾，直到他們意識到我就是《活死人之夜》裡的芭芭拉時，突然間我就完全不再是那個無趣的人了。」在《活死人之夜》之後，茱迪·歐迪爾也演出了1978年的電視電影《海盜》（The Pirate）、2003年的電影《空間幽閉症》（Claustrophobia）、2005年的《十月的月亮》（October Moon）與2006年的《海洋》（The Ocean）。

#### 其他角色
本片配角在演出《活死人之夜》之前完全沒有電影行業方面的經驗，基斯·韋恩（Keith Wayne）演出的湯姆，至今仍是他參與電影演出的角色（他在1995年自殺身亡）。但朱迪斯·雷利（Judith Ridley）則演出過雷美奧1971年的作品《There's Always Vanilla》。在開場中於公墓裡殺死強尼的殭屍是由威廉·辛澤曼（S. William Hinzman）飾演，這個角色也開啟了他在恐怖電影方面的事業。辛澤曼演出的電影有1973年的《Season of the Witch》、1988年的《厲鬼穿心》（Flesheater）、1995年的《午夜殺人狂》（Legion of the Night）、1996年的Santa Claws與《邪惡野心》（Evil Ambitions）。
「Image Ten」的成員哈得曼、伊士曼與羅素也演出了蠻顯眼的角色，哈得曼與伊士曼分別飾演哈利與海倫（她也另外演出一個從樹上拔下昆蟲並吃掉的女殭屍角色）羅素則飾演芭芭拉的哥哥強尼。哈得曼十一歲的女兒凱拉（Kyra）演出凱倫一角。「Image Ten」的製片經理喬治·科薩納（George Kosana）扮演警長麥克里蘭（McClelland）。
雷美奧的朋友和熟人充當其他殭屍的角色，雷美奧說：「我們有個專拍廣告和工商影片的公司，因此有許多來自廣告界的朋友都想跳出來扮殭屍，而且其中很多人都辦到了。」他還打趣的補充說：「有些來自於伊凡市一帶的人，認為他們只不過是化了妝出來要蛋糕的傻子，在附近晃蕩而已。」

### 執導
《活死人之夜》是佐治·安德魯·羅美路執導的首部長篇電影。他的處女作是匹茲堡公營廣播公司WQED的兒童短篇系列《羅傑斯先生的鄰居們》（Mister Rogers' Neighborhood）。雷美奧決定執導《活死人之夜》，實質上也為他開啟了成為恐怖片導演的事業契機。他接著擔任數部影片的執導工作，像《Season of the Witch》、1973年的《瘋人》（The Crazies）、1977年的《馬丁》（Martin）、1982年的《鬼作秀》（Creepshow）與1993年的《人鬼雙胞胎》（The Dark Half ）。

## 音樂與音效
《活死人之夜》中那些詭異不安的電影配樂並非是為本片譜寫的。哈得曼在一次訪問中說，這些音樂是靠哈得曼的人脈所延伸出的龐大音樂資料庫，許多在電影中使用的音樂是從Capitol唱片所獲得的，電影原聲帶在當時也有發行。選曲人包含了Ib Glindemann、菲利普·葛林（Philip Green）、Geordie Hormel、威廉·魯斯（William Loose）、傑克·梅金（Jack Meakin）與史賓賽·摩爾（Spencer Moore）。有些音樂是取自1959年B級科幻小說電影《來自外太空的青年》（Teenagers from Outer Space）的原聲帶。當班在櫥櫃裡找到來福槍時的緊張氣氛下所用的詭異音樂，和背景音效中傳來收音機報導的警告聲音，可在1961年朗·錢尼（Lon Chaney Jr）主演的《鬼使神差》（The Devil's Messenger）的開場中，聽到更長且更完整的片段。其他部分的音樂是取自於電視節目《逃亡者》（The Fugitive）的最終回。根據哈得曼的說法：「我為許多不同的片段挑選音樂，然後由喬治定奪，而我接受了這些選擇並且將其加以電子化。」Hardman 的這些選擇效果很好，電影歷史專家東山澄子（Sumiko Higashi）認為這些音樂：「代表著自然事物將會降臨。」
本片音效是由哈得曼與伊士曼共同所創作，哈得曼回憶道：「伊士曼和我錄製了本片使用的所有現場音效（兩捲十吋的剪輯帶）。所有我們創作的音效中，至今我聽到時仍會起雞皮疙瘩的是當海倫被她女兒殺死時，伊士曼的尖叫聲，茱蒂的尖叫也不遜色，排在第二名。這兩者都不斷的循環，一次又一次的迴盪著。」
本片電影原聲帶的特色，是在音樂中插入了電影對話，在1982年由電影音樂廠牌「Varese Sarabande」製作發行。然而卻從未重新發行CD版本。

## 評價

### 影評
影評人意識到1950年代的恐怖片及科幻小說電影對雷美奧電影風格的影響，比方說史蒂芬·保羅·米勒（Stephen Paul Miller）就說：「一位復興1950年代低俗風格的領導者......片中的將軍在軍方電視台的討論，呼應了1950年代恐怖電影中軍隊一成不變的模樣。」然而米勒也承認，《活死人之夜》透過將軍浮誇的舉動、政府找尋殭屍擴散主因與保護人民這幾方面都很無能的嘲諷手法，帶來了極大的樂趣。
雷美奧描述他所希望建立的氣氛時說到：「本片開場的情境已經瓦解了最後一絲希望，然後逐漸轉變成全然的失望與最終的悲劇。」根據電影歷史專家卡爾·羅耶（Carl Royer 的說法：「導演利用了明暗對照法（chiaroscuro）以及黑色電影風格的燈光效果，來強調人內心的恐懼與夢魘，其實是來自自身的疏離與錯亂。」
當許多評論對雷美奧電影中的寫實場景不表贊同時，作家R.H.W. 狄勒德（R.H.W. Dillard）則認為那些挑戰禁忌且「讓人驚訝的細節處理」，使得本片更為成功。他說到：「哪個女孩不曾在某個時間裡，想要殺死她的母親？而電影中的凱倫則成為實現這個犯罪想像的代表人物。」
雷美奧特別將人性的禁忌當成主題，尤其是在同類相食的部分。雖然食人殭屍的靈感是來自於麥森的《我是传奇》的，但電影史學專家羅賓·伍德（Robin Wood）則認為在《活死人之夜》中的食肉場景，其實是對於1960年代後期資本主義的批評。伍德認為那些殭屍代表了資本家，而「資本主義代表一種極大的控制權及獨佔權，因此照邏輯推論，在資本主義下人與人之間的聯繫最後都會結束。」他也主張那些殭屍手下的犧牲者，象徵了美國社會中其他被壓抑的資產階級，其中也包括了1955年到1968年的美國黑人民權運動、第二波女性主義運動、同性戀與反文化階層。

### 觀眾迴響
《活死人之夜》在1968年10月11日於匹茲堡的富爾頓戲院（Fulton）首映。稍後在全美的放映時間，是在週六的下午，這是1950年代至1960年代恐怖電影的傳統形式，因為可以吸引十三歲以下的青少年觀眾進場。美國電影協會的電影分級制度至1968年11月之前尚未完備，因此戲院並未禁止孩童購票入場。芝加哥太陽時報的知名影評人羅傑·艾伯特指責戲院老闆與父母竟然允許孩童觀看本片：「我不認為那些年輕的孩子真的能瞭解他們所受到的衝擊，他們像平常一樣去看電影。當然，他們以前也看過一些恐怖電影，不過本片又有所不同。」根據艾伯特的說法，本片對觀眾會馬上產生影響：
那些年幼的觀眾受到驚嚇，現場幾乎是鴉雀無聲。本片在中途即終止了那種讓人開心興奮的恐怖感，轉變成無法預測的可怕情境。有個約九歲的小女孩從我身旁的通道走過，她在座位上時顯得非常僵硬且不停的哭泣。

於西班牙的西班牙語版《活死人之夜》宣傳海報

一位時事評論員，認為本片只引起少許注意：「要不是那些可怕的鏡頭挑釁了審查制度。」儘管有些爭議，但是本片在首映五年之後，《Take One》的保羅·麥克羅（Paul McCullough）仍稱讚本片是「有史以來獲利最多的恐怖電影......在主流影業之外所出產的作品。」本片在十年之間，美國票房大約有1200萬至1500萬的收益，而且被翻譯成超過25種的語言在歐洲、加拿大與澳洲等地發行。《活死人之夜》在全球的總收入大約是3000萬美金。根據華爾街日報的報導，本片是1969年在歐洲上映收益最高的電影。
《活死人之夜》在首映的13年之後，獲得兩項崇高榮譽。美國國家圖書館以「具歷史性、文化性與美學重要性」之評價，將本片與其他影片一同列入國家級收藏系列。2001年美國電影學會將本片列入《百年來100部最重要的恐怖及驚悚電影》名單中。本片也成為Bravo TV提出的《100個讓人害怕的電影時刻》名單中的第九名。

### 其他反應
許多影評家因電影中出現的殘酷血腥特效，而對本片沒有好感。浮華雜誌將《活死人之夜》歸類為一部「毫無節制的施虐與受虐」的影片，並質疑本片作做為匹茲堡出品的作品，在「正直與社會責任上」該負責的相關問題。紐約時報影評人文森·坎比（Vincent Canby）指出，本片是一部「簡約、有秩序，但真的很蠢的垃圾電影。」
然而，有些評論家也承認本片獨到的開創性。波林·基爾（Pauline Kael）稱本片為：「有史以來最駭人的恐怖電影—當你離開戲院後，你也許會希望自己能忘記這可怕的經驗。本片的脈絡、平實且嚴謹的製作方式，創造了一種未經加工的真實性。」《Film Daily》的影評人評論到：「本片是恐怖影片中的珍寶，展現出所有沈睡者的特徵。」當羅傑·艾伯特評論到下午場播映審查制度時，他承認他其實：「讚賞電影本身。」影評雷克斯·瑞德（Rex Reed）則寫到：「如果你想看一部B級電影如何成為經典......那就別錯過《活死人之夜》。對於任何極度喜愛恐怖電影的人來說，沒有看過這部電影，那是一件不可思議的事。」
從本片上映開始，影評人與電影史學專家就將《活死人之夜》視為一部極具破壞性的電影，本片暗批1960年代美國社會、國際間的冷戰與國內的種族主義文題。《村聲雜誌》（The Village Voice）的艾略特·史坦（Elliot Stein）認為本片是一部批評美國受越南牽連的電影，主張其「並非始於特蘭西瓦尼亞，而是在賓夕法尼亞州—此為戰爭中的中美 (政治地理學)」，殭屍進行的大屠殺似乎是種對於越戰狂熱與衝突的荒誕回應。」東山澄子也贊同此一觀點，認為《活死人之夜》是部關於越南恐怖時期的恐怖電影。她說到：「在《活死人之夜》中並沒有越南人......其以一種缺席的方式，來呈現若敘事者能清楚闡述，他們的重要性仍能被理解的意念。」她指出本片與越戰相似的部分，即是充滿雜訊的黑白新聞報導、搜尋與殲滅行動、直昇機的出現與寫實的大屠殺。

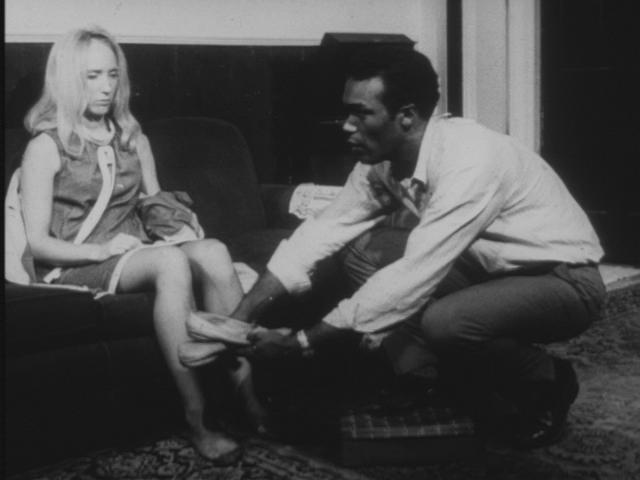
顯示芭芭拉的無助，而班認為她精神分裂的狀態下為她穿上拖鞋的一幕。

當雷美奧否認他只因杜安是黑人就雇用他的同時，評論家馬克·戴明（Mark Deming）則強調：「這是杜安殘酷的宿命，他唯一一次演出主角的原因，是因為他非裔美國人的身份，這也能使得多數美國人對馬丁·路德·金與麥爾坎X的遇刺事件，在心中產生更深的共鳴。"史坦也補充說到：「在這部破天荒首次出現的破壞性恐怖電影中，這位充滿機智的黑人主角從殭屍手中倖存下來，最後卻被一群維持地方治安、觀念狹隘的粗人給殺死。」班、芭芭拉與其他配角的死亡，讓觀眾產生一種不舒服的感受，是種朦朧的虛無主義表現手法。
本片女性角色的遭遇吸引了女性主義學者與評論家對其提出評論。片中女性總扮演無助的角色，且常被排除於男性主導的決策過程之外。芭芭拉經歷了心理上的崩潰，因此在失去兄長後痛苦加倍，更使得她在電影中多數時間淪為半個精神分裂症患者。茱蒂扮演了無法面對現實的角色，至使她與男友最後注定走向死亡。海倫這個一開始具有堅強意志的女性，最後也變的無法動彈並因此而死亡。
其他普遍性的論點包括了「對政府與核心家庭家長的理想破滅。」也包含了本片闡述了「媒體、在地政府、聯邦政府和整個民防系統與生俱來的缺陷。」電影史學專家琳達·貝德莉（Linda Badley）解釋說，本片讓人如此的害怕，是因為那些怪物並非是來自於外太空或異國的產物，而是因為「他們就是我們。」雷美奧也承認，本片的設計是為了要反應當代的緊張氣氛：「在1968年那時，天啊，每個人都有個訊息。那些憤怒、態度與存在的一切都只因為那是60年代，當時我們還住在農舍裡，因此總是著迷於談論那些話題，也因此有些議題會讓人毛骨悚然。」

## 影響
雷美奧的《活死人之夜》，對於恐怖電影產生了重大變革，根據BBC影評人Almar Haflidason的說法，本片代表著「恐怖電影界一道新的曙光。」在早期電影中的殭屍形象，像1932年Victor Halperin執導的《白殭屍》（White Zombie）、1943年雅克‧特納（Jacques Tourneur）《與殭屍同行》（I Walked with a Zombie）以及1966年約翰‧吉林（John Gilling）的《殭屍谷驚魂》（The Plague of the Zombies），都是和巫毒教巫醫所奴役的活人殭屍有關，且多數都設定為加勒比人。
本片其後難以計數的繼承者都借用了雷美奧創建的素材：像1971年的《Tombs of the Blind Dead》、1979年的《Zombie》、1980年的《活死人之地獄》（Hell of the Living Dead）、1984年的《慧星之夜》（Night of the Comet）、1985年的《芝加哥打鬼 (電影系列)》、1986年的《太空殭屍》（Night of the Creeps）、2001年的《殭屍小孩國》（Children of the Living Dead）。以及由電玩發展出的惡靈古堡（稍後也被拍成為電影，分別是2002年的《惡靈古堡之變種生還者》台譯《惡靈古堡》、2004年《惡靈古堡之殲滅生還者》台譯《惡靈古堡2啟示錄》與2007年《惡靈古堡3：大滅絕》），以及《死亡復甦》（Dead Rising）與《死亡之屋》系列（The House of the Dead）。
以嘲諷手法模仿拍攝《活死人之夜》的電影有：1990年的《活麵包之夜》（Night of the Living Bread）與《活人甡吃》。另外也有1992年辛普森一家的《恐怖樹屋III》（Treehouse of Horror ）與1997年南方四賤客製作的《粉紅眼》（Pink Eye）及2007年《活流浪漢之夜》（Night of the Living Homeless）。「殭屍（zombie）」 這個字眼在電影中雖從未被使用，但雷美奧卻在電影中明白的介紹了喪屍復活、食肉相殘的這個主題。
《活死人之夜》開創了血腥恐怖電影（slasher film）與超級暴力影片另一種表現手法。一位電影史學專家就指出，雷美奧將橡膠面具、化妝、紙板與影子等神秘形體運用在電影中的創意，有著首開先河的殊榮。雷美奧也揭露了，場景設立在農村與美國郊區的用意，是因為將恐怖情節設定在日常生活與並不特別的地點，反而更能展現剝削電影（exploitation film）背後存在的力量。本片提供了一個以「超低成本」仍能創作出「有效且有利可圖」的電影典範。在1980年代的暴力血腥電影，像1978年約翰‧卡本特（John Carpenter）的《月光光心慌慌》、1980年西恩‧S‧康寧漢姆（Sean S. Cunningham）的《十三號星期五 (電影)》與1984年韋斯‧克雷文（Wes Craven）的《半夜鬼上床》（A Nightmare on Elm Street，也稱為《猛鬼街》），都借用了許多《活死人之夜》原創的手法。

## 修改版本

本片在1986年經過彩色化

在2004年再度彩色化

第一部《活死人之夜》在電影彩色化的修正版是以家庭錄影帶的形式發行，哈爾·罗奇工作室在1986年以綠色的喪屍為特色，發行了彩色版本。另一個彩色版是1997年由「Anchor Bay Entertainment」發行的肉色喪屍版本。2004年「利星電影製作公司」）Legend Film）製作了一個由二十世紀福斯發行的彩色版本。
本片編劇之一的約翰·羅素在1999年發行了名為《活死人之夜：30週年紀念版》的修訂版本。他拍攝了附加的場景，並重新錄製了由史考特·弗拉迪米爾·里希納（Scott Vladimir Licina）譜曲的原聲帶。在一次接受《Fangoria》雜誌的訪談中，羅素解釋說他想要：「使本片有更為現代化的進步。」羅素擁有原劇本的使用權，他介紹了原著中缺少的其他具教化意義的特色。這些附加的部分原本未被明白闡述，也沒有被列入其中。雖然娛樂週刊報導指出羅素與雷美奧之間並無嫌隙，然而也引述了雷美奧的話：「我並不想再碰《活死人之夜》。」影評嚴厲抨擊了重新修訂的電影，美國專業點影網站「Ain't It Cool News」的知名人物哈利·紐魯斯（Harry Knowles）承諾，將永遠禁止任何他旗下的人給予本片正面評價。
本片曾被重新拍攝過兩次。第一次是1990年首映，由湯姆·薩維尼（Tom Savini）執導的版本。本片以原著劇本為基礎，但也加入更多血腥場面，且重新修正了原先嘲諷芭芭拉的場景。派翠西亞·托曼（Patricia Tallman）擔任這部新作的女主角，而班的角色則是由東尼·泰德（Tony Todd）飾演。電影學家巴瑞·葛蘭特（Barry Grant）將本片新的芭芭拉視為雷美奧系列的修正版。他認為這個女性角色對照原版電影裡的描述，被改編的更為堅強。第二個重新拍攝的版本是2006年9月發行，由傑夫·布羅德史崔特（Jeff Broadstreet）執導的3D版本《活死人之夜3-D》，劇中角色與情節和1968年的原著類似。和薩維尼1990年的電影則不同，而傑夫·布羅德史崔特的拍片計畫與雷美奧並無瓜葛。

## 美國版權
《活死人之夜》因原發行戲院片商的問題，成為無法律保護的公有領域，華得理瑞德集團（Walter Reade）在對於發行著作權的部分耍了手段。在1968年美國著作權法要求一份持有著作權的正式聲明，「Image Ten」提出本片構想的所有權聲明，是附屬在原名為《食肉者之夜》的作品之下，發行片商則在本片更名之後撤除了這個聲明。根據雷美奧的說法，「華得理瑞德集團......剝削且欺騙了我們。」
因本片是屬於公有領域狀態，所以由數個不同的片商出售給家庭錄影帶發行。2006年網際網路電影資料庫的名單中列出了23個《活死人之夜》零售的DVD 版本，以及19個VHS版本。而原版影片可以在網路上免費下載，像Google Video與Internet Archive。2007年9月29日，本片是Internet Archive下載率最高的電影。「菁英娛樂」（Elite Entertainment）則發行了一部經過導演同意且全新重製的電影版本，「菁英」第一次發行的是雷美奧參與補充的鐳射影碟版本。第一版發行的DVD是單層的碟片，原本在鐳射影碟版的附加收錄因空間限制而被撤除，不過這些部分又再度的被收錄在目前發行的千禧年版本當中。

## 續集
《活死人之夜》的導演雷美奧與編劇約翰羅素因意見分歧，各自分支拍成兩大不同的系列。前者拍的續編名字再無帶有"Living"字眼，後者拍的續編則繼續使用"Living Dead"作續編名字：

### 雷美奧版
此作品本來為三部作的作品系列，第三作《活死人之日》上映之後二十年，導演雷美奧重新開始執導拍攝，相繼推出三部新作，使本系列增加到六部作。每部電影依循著喪屍在美國擴散的進化過程，與人類嘗試對付此狀況時的絕望情境。就如同《活死人之夜》，雷美奧在其他系列影片中也充滿了評論的觀點，尤其是上映期間相關的事務。系列六部作品如下：
1. 《活死人之夜》(Night of the Living Dead) (1968)
2. 《活死人黎明》(Dawn of the Dead) (1978)；港、臺譯：《生人勿近》
3. 《活死人之日》(Day of the Dead) (1985)；港譯：《喪屍出籠》；臺譯：《生人末日》
4. 《活死人之地》(Land of the Dead) (2005)；港譯：《活死人地帶》；臺譯：《活屍禁區》
5. 《活死人日記》(Diary of the Dead) (2007)；港無譯名；臺譯：《活屍日記》
6. 《活死人之島》(Survival of the Dead) (2010)；港無譯名；臺譯：《活死人之島》

此外，系列的頭三作都被其他導演拍攝了重拍版，分別為：
1. 《活死人之夜》(Night of the Living Dead) (1990)
2. 《活死人黎明》(Dawn of the Dead) (2004)；港譯：《活死人凶間》、臺譯：《活人生吃》
3. 《活死人之日》(Day of the Dead) (2008) ；港無譯名；臺譯：《活屍地獄》

### 約翰羅素版
另一邊廂，《活死人之夜》編劇之一約翰羅素於《活死人之日》（Day of the Dead）首映的同一年，推出了一部名為《活死人歸來》（港譯：《嘩鬼翻生》、台譯：《芝加哥打鬼》）（Return of The Living Dead）的電影，作為《活死人之夜》的續集。《芝加哥打鬼》系列總共衍生出五部電影，但無一部為羅素執導。
《活死人歸來》引起一場羅素與雷美奧之間的法律糾紛，雷美奧相信羅素間接的與《活死人之日》競爭，以原創電影的續集身份來行銷電影。在1978年的「Dawn Associates v. Links」（指《活死人黎明》系列及有關系列的作品）的判決中，雷美奧指控羅素使用了「和先前作品相同的名稱」，並剽竊了《活死人黎明》的廣告宣傳口號：「當地獄已經沒有空位時......死人將會遊走在地球上。」，同時指出羅素抄襲了1968年原版電影的劇照。雷美奧最後發出了禁制令，以迫使羅素終止他的廣告宣傳活動，不過也同意羅素可保留電影名稱。
除此之外，羅素又自行推出了《活死人之夜30週年紀念版》，其後又執導拍攝了《活死人之子》（Children of the Living Dead）作為《活死人之夜》的另一續集。作品列表如下：
- 《活死人歸來》系列

1. 《活死人歸來》The Return of the Living Dead (1985)；港譯：《嘩鬼翻生》；臺譯：《芝加哥打鬼》
2. 《活死人歸來2》Return of the Living Dead Part II (1988)；港譯：《嘩鬼要翻生》；臺譯：《芝加哥打鬼2》
3. 《活死人歸來3》Return of the Living Dead 3 (1993) ；港譯：《魔靈翻生》；臺譯：《芝加哥打鬼3》或《生人迴避》
4. 《活死人歸來4》Return of the Living Dead: Necropolis (2005)
5. 《活死人歸來5》Return of the Living Dead: Rave from the Grave (2005)

- 另一系列

1. 《活死人之夜30週年紀念版》Night of the Living Dead 30th Anniversary Edition (1998)
2. 《活死人之子》Children of the Living Dead (2001) ；港無譯名；臺譯：《殭屍小孩國》

## 延伸閱讀
- Becker, Matt. "A Point of Little Hope: Hippie Horror Films and the Politics of Ambivalence." The Velvet Light Trap (No. 57, Spring 2006): pp. 42–59.
- Carroll, Noël. "The Nature of Horror." Journal of Aesthetics and Art Criticism 46 (No. 1, Autumn 1987): pp. 51–59.
- Crane, Jonathan Lake. Terror and Everyday Life: Singular Moments in the History of the Horror Film. Thousand Oaks, Calif.: Sage Publications, 1994. ISBN 0-8039-5849-8 .
- Dinello, Daniel. Technophobia!: Science Fiction Visions of Posthuman Technology. Austin: University of Texas Press, 2006. ISBN 0-292-70986-2 .
- Harper, Stephen. "Night of the Living Dead: Reappraising an Undead Classic." Bright Lights Film Journal (Issue 50, November 2005): online.
- Heffernan, Kevin. Ghouls, Gimmicks, and Gold: Horror Films and the American Movie Business, 1953–1968. Durham, N.C.: Duke University Press, 2004. ISBN 0-8223-3215-9 .
- Heffernan, Kevin. "Inner-City Exhibition and the Genre Film: Distributing Night of the Living Dead (1968)." Cinema Journal 41 (No. 3, Spring 2002): pp. 59–77.
- Jancovich, Mark, Antonio Lazaro Reboll, Julian Stringer, and Andy Willis, eds. Defining Cult Movies: The Cultural Politics of Oppositional Taste. Manchester, Eng.: Manchester University Press, 2003. ISBN 0-7190-6631-X .
- Laderman, Gary. The Sacred Remains: American Attitudes Toward Death, 1799–1883. New Haven, Conn.: Yale University Press, 1999. ISBN 0-300-07868-4 .
- Lowenstein, Adam. Shocking Representation: Historical Trauma, National Cinema, and the Modern Horror Film. New York: Columbia University Press, 2005. ISBN 0-231-13246-8 .
- Newman, Robert. "The Haunting of 1968." South Central Review 16 (No. 4, Winter 1999): pp. 53–61.
- Pharr, Mary. "Greek Gifts: Vision and Revision in Two Versions of Night of the Living Dead." In Trajectories of the Fantastic. Ed. Michael A. Morrison. Westport, Conn.: Greenwood Press, 1997. ISBN 0-313-29646-4 .
- Pinedo, Isabel Cristina. Recreational Terror: Women and the Pleasures of Horror Film Viewing. Albany: State University of New York Press, 1997. ISBN 0-7914-3441-9 .
- Shapiro, Jerome F. Atomic Bomb Cinema: The Apocalyptic Imagination on Film. London: Routledge, 2001. ISBN 0-415-93660-8 .
- Wood, Robin. Hollywood from Vietnam to Reagan. New York: Columbia University Press, 1986. ISBN 0-231-05777-6 .
- Young, Lola. Fear of the Dark: 'Race', Gender and Sexuality in the Cinema. London: Routledge, 1996. ISBN 0-415-09709-6 .

## 外部連結
- （英文） 互联网电影数据库（IMDb）上《活死人之夜》的资料（英文）
- （英文） AllMovie上《活死人之夜》的资料（英文）
- （英文） 活死人之夜 （页面存档备份，存于） 在 FilmSpot
- （英文） 活死人之夜 （页面存档备份，存于） 在 YouTube
- （英文） 活死人之夜 在 Internet Archive
- （英文） 活死人之夜回顧 （页面存档备份，存于）